# Porothamnium arbusculans
Porothamnium arbusculans är en bladmossart som beskrevs av Fleischer in Brotherus och Jules Cardot 1923. Porothamnium arbusculans ingår i släktet Porothamnium och familjen Neckeraceae. Inga underarter finns listade i Catalogue of Life.